# All About the Benjamins
 Denne artikel omhandler en film. Opslagsordet har også en anden betydning, se It's All about the Benjamins (sang).
All About the Benjamins er en aktion-/komediefilm fra 2002 instrueret af Kevin Bray. Filmens stjerner: Ice Cube, Mike Epps, Eva Mendes og Tommy Flanagan.

## Handling
Ice Cube spiller dusørjægeren Bucum, som er på jagt efter småsvindleren Reggie (Mike Epps). Desværre for Reggie bliver han vidne til et mord, som omhandler diamanter til en værdi af 26 millioner dollars. Det hele forværres af, at Reggie netop havde købt en vinderlodseddel i Floridas Statslotteri, og den lå i hans pung, som morderne nu har fået fingre i. Bucum får opsporet Reggie og er mest indstillet på at overlevere ham til politiet. Da gemytterne falder til ro, lykkes det Reggie at overbevise Bucum om, at han skal hjælpe ham med at skaffe lodsedlen tilbage og gå i gang med at opklare mordsagen.